# Bom Sucesso (Portugal)
Pour les articles homonymes, voir Bom Sucesso.
Bom Sucesso est une paroisse civile portugaise (en portugais : freguesia) de la municipalité de Figueira da Foz dans le district et la région de Coimbra.

## Géographie
Bom Sucesso est située à l'extrémité nord de la municipalité de Figueira da Foz, à la frontière avec Cantanhede. Elle est bordée par l'océan Atlantique.
La paroisse comprend plusieurs villages et lieux-dits : Arneiro de Sazes, Bom Sucesso, Camarção, Castanheiro, Gestinha, Lomba do Pau, Lomba do Poço Frio, Loureiros, Marianas, Martinhas, Morros, Pedros et Regateiros.

## Histoire
Le nom de la paroisse (« bon succès ») proviendrait des caractéristiques miraculeuses attribuées à ses lacs.
Au début du XXe siècle, le village de Bom Sucesso se développe. En 1936, il obtient une paroisse catholique indépendante de celle de Quiaios. À partir des années 1960, les habitants cherchent à obtenir leur indépendance administrative de Quiaios. Ils y parviennent en juillet 1985, lorsque Bom Sucesso devient une paroisse civile (freguesia) à part entière.

## Démographie
Lors du recensement de 2021, Bom Sucesso compte 1 832 habitants.